# NGC 3678
NGC 3678 este o emission-line galaxy⁠(d) situată în constelația Leul. A fost descoperită în 13 aprilie 1831 de către John Herschel. Se află la o distanță de 104,05 megaparseci de Pământ.